# 마푸토강
마푸투강(포르투갈어: Rio Maputo)은 그레이트 우수투강, 루수투강 또는 수투강이라고도 불리며 남아프리카 공화국, 에스와티니, 모잠비크에 있는 강이다. 수투라는 이름은 강의 수원지 근처에 살았지만 스와티인의 공격을 받아 이주한 바소토족 사람들을 가리킨다. 이 이름은 강의 흙탕물에 대한 설명인 '짙은 갈색'을 의미한다고도 한다.

## 경로
이 강은 남아프리카 공화국 음푸말랑가주 암스테르담 근처에서 발원하여 동쪽으로 흘러 에스와티니를 거쳐 레봄보산맥으로 들어간다. 13km의 협곡은 에스와티니와 남아프리카 공화국 사이의 경계를 이룬다. 약 20km 동안 남아프리카 공화국(콰줄루나탈주)과 모잠비크 사이의 국경을 이룬다. 그곳 은두모 야생보호구역에서 가장 큰 지류인 퐁골라강을 흡수한다. 그런 다음 모잠비크 해안 평원을 구불구불 흘러 85km 하류의 마푸투만 남쪽으로 흘러들어간다.
에스와티니에서 이 강은 그레이트 우수투 또는 루수투라고 불리며 분야, 루옌고, 시포파네니, 빅벤드 마을을 통과한다. 빅벤드 마을은 강이 급격하게 사행천을 이루는 지점 근처에 있다. 그레이트 우수투는 에스와티니에서 가장 큰 강으로, 에스와티니의 가장 낮은 지점(해발 21m)이며 급류 래프팅으로 유명하다. 깊고 좁은 계곡과 빽빽한 숲 때문에 강둑을 따라 큰 마을이 형성되지 못했다. 그러나 이곳에는 일부 골프장, 호텔, 자연보전지역이 있다.

## 지류
원류부터 하구까지 순서대로 지류는 다음과 같다: 시하나하나강, 보니 브룩강, 음풀루지강, 부흘룽구강, 움벤바네강, 루수슈와나강, 시드보코드보강, 음콘드보강, 음흘라마니강, 음짐네니강, 음짐포푸강, 음흘라투자네강, 음트신제크와강, 네타네강, 푸누아네강, 그리고 퐁골라강이다.

## 이 강의 댐
- 웨스토 댐
- 루보바네 댐

## 같이 보기
- 남아프리카 공화국의 강 목록